# Żurawka drobnokwiatowa

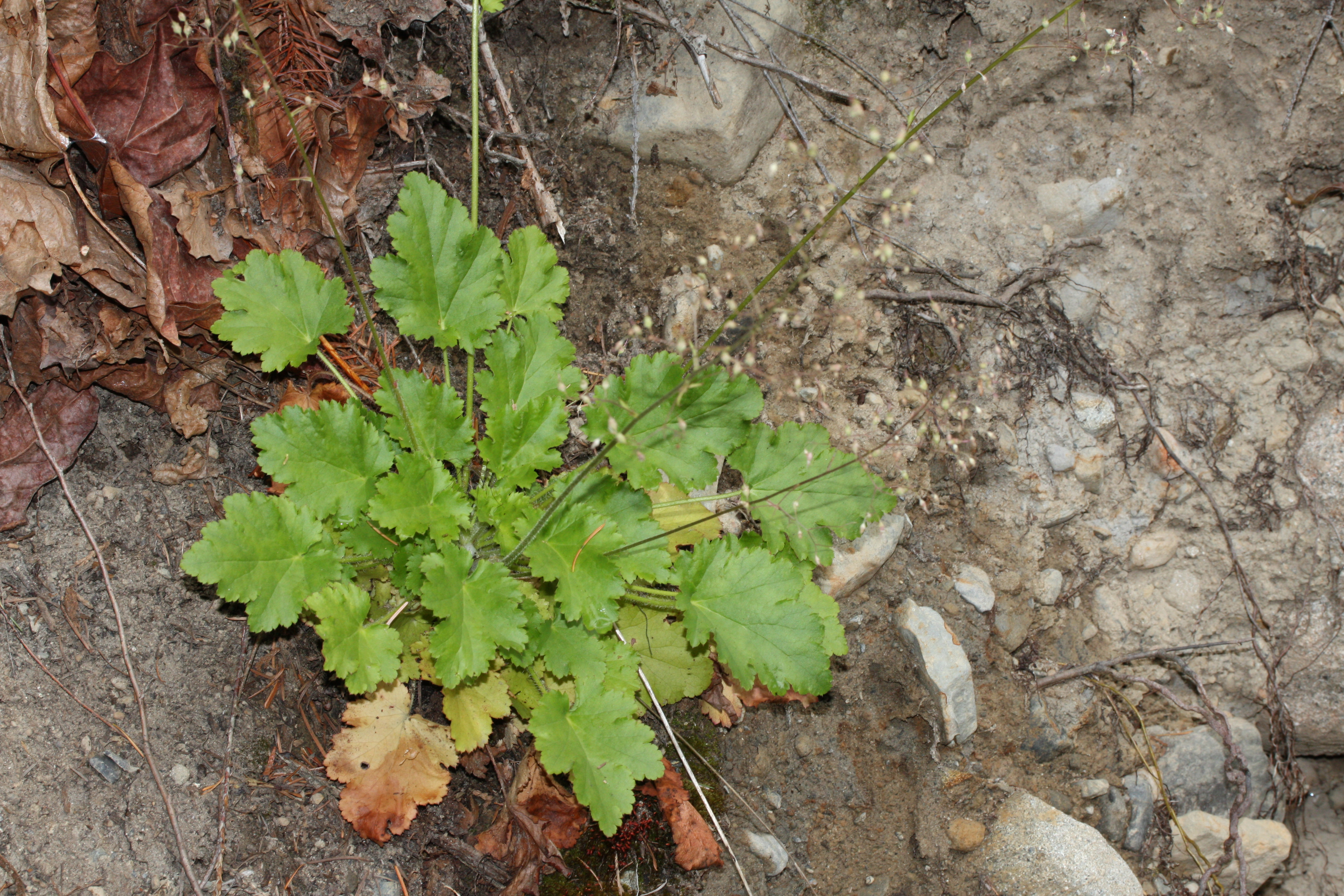
Forma typowa (dziko rosnąca)

Żurawka drobnokwiatowa (Heuchera micrantha) – gatunek roślin należący do rodziny skalnicowatych (Saxifragaceae). Pochodzi z północnej części Ameryki Północnej (stany USA: Oregon, Waszyngton, Kalifornia oraz Kolumbia Brytyjska w Kanadzie). Jest uprawiana w wielu krajach jako roślina ozdobna. W Polsce uprawiany jest głównie kultywar `Palace Purple`.

## Morfologia
PokrójZimozielona bylina. Roślina tworząca kępy o wysokości i szerokości ok. 45 cm. Pod ziemią posiada krótkie kłącze i palowy korzeń.
LiścieZebrane w różyczkę liściową wyrastającą z kłącza. Są sercowate, długoogonkowe, dłoniastoklapowane (mają 5–7 klap). `Palace Purple` ma liście intensywnie wiśniowo-czerwone, metalicznie błyszczące o długości do 14 cm, przy czym najmłodsze są marmurkowate i żyłkowane.
KwiatyZebrane w wiechowaty kwiatostan o wysokości ok. 45 cm na bezlistnej górnej części łodygi. Są to kwiaty promieniste, 5-krotne. Są beżowe i bardzo drobne (mają długość kilku mm) i od tego właśnie pochodzi polska nazwa rośliny. Kwitnie od maja do sierpnia.

## Zastosowanie
Roślina ozdobna uprawiana na rabatach. `Palace Purple` uprawiana jest głównie ze względu na swoje efektownie wybarwione liście. Nadaje się na rabaty i obwódki rabat, ale coraz częściej uprawiana jest także na kwiat cięty wykorzystywany do tworzenia bukietów, wiązanek i do flakonów. Jej liście są w wodzie dość trwałe. Nadaje się także na wielogatunkowe kompozycje tarasowe. Najlepiej prezentuje się uprawiana w grupach po 10–kilkanaście roślin.

## Uprawa
Potrzebuje żyznej, próchnicznej i przepuszczalnej gleby o obojętnym odczynie. Liście najładniej wybarwiają się, gdy rośnie na stanowisku nieco zacienionym, jednak niezbyt ciemnym. Gleba powinna być stale wilgotna, w czasie suszy roślina musi być podlewana. Jest mrozoodporna, jednak na zimę lepiej ją lekko okryć, zabezpieczy ją to od przemarznięcia w razie braku pokrywy śnieżnej. Uprawiana jest z sadzonek, które sadzi się w odstępach 30–40 cm. Rozmnaża się ją przez podział bryły korzeniowej.